# Eleições autárquicas portuguesas de 1997 no distrito de Faro
| Eleições autárquicas portuguesas de 1997 Distritos: Aveiro \| Beja \| Braga \| Bragança \| Castelo Branco \| Coimbra \| Évora \| Faro \| Guarda \| Leiria \| Lisboa \| Portalegre \| Porto \| Santarém \| Setúbal \| Viana do Castelo \| Vila Real \| Viseu \| Açores \| Madeira |

## Resultados por concelho
Os resultados nos concelhos do Distrito de Faro foram os seguintes:

### Albufeira
| Partido                 | Partido                        | Votos  | %               | +/-   | Vereadores | +/-     |
| ----------------------- | ------------------------------ | ------ | --------------- | ----- | ---------- | ------- |
|                         | Partido Socialista             | 4 609  | 37,65 / 100,00  | 8,88  | 3 / 7      | 1       |
|                         | Partido Popular                | 3 253  | 26,57 / 100,00  | 22,38 | 2 / 7      | 2       |
|                         | Partido Social Democrata       | 2 973  | 24,28 / 100,00  | 13,08 | 2 / 7      | 1       |
|                         | Coligação Democrática Unitária | 951    | 7,77 / 100,00   | 0,93  | 0 / 7      | Estável |
| Votos Inválidos         | Votos Inválidos                | 457    | 3,73 / 100,00   | 0,66  |            |         |
| Total                   | Total                          | 12 243 | 100,00 / 100,00 |       | 7 / 7      |         |
| Eleitorado/Participação | Eleitorado/Participação        | 20 083 | 60,96 / 100,00  | 4,97  |            |         |

### Alcoutim
| Partido                 | Partido                        | Votos | %               | +/-  | Vereadores | +/-     |
| ----------------------- | ------------------------------ | ----- | --------------- | ---- | ---------- | ------- |
|                         | Partido Social Democrata       | 1 411 | 46,45 / 100,00  | 0,25 | 3 / 5      | Estável |
|                         | Partido Socialista             | 1 338 | 44,04 / 100,00  | 6,05 | 2 / 5      | Estável |
|                         | Coligação Democrática Unitária | 159   | 5,23 / 100,00   | 3,88 | 0 / 5      | Estável |
|                         | Partido Popular                | 11    | 0,36 / 100,00   | 1,40 | 0 / 5      | Estável |
| Votos Inválidos         | Votos Inválidos                | 119   | 3,92 / 100,00   | 1,02 |            |         |
| Total                   | Total                          | 3 038 | 100,00 / 100,00 |      | 5 / 5      |         |
| Eleitorado/Participação | Eleitorado/Participação        | 4 107 | 73,97 / 100,00  | 0,77 |            |         |

### Aljezur
| Partido                 | Partido                        | Votos | %               | +/-   | Vereadores | +/-     |
| ----------------------- | ------------------------------ | ----- | --------------- | ----- | ---------- | ------- |
|                         | Coligação Democrática Unitária | 1 487 | 44,37 / 100,00  | 2,17  | 3 / 5      | Estável |
|                         | Partido Socialista             | 1 339 | 39,96 / 100,00  | 12,37 | 2 / 5      | 1       |
|                         | Partido Social Democrata       | 336   | 10,03 / 100,00  | 10,04 | 0 / 5      | 1       |
|                         | Partido Popular                | 40    | 1,19 / 100,00   | 0,23  | 0 / 5      | Estável |
| Votos Inválidos         | Votos Inválidos                | 149   | 4,45 / 100,00   | 0,17  |            |         |
| Total                   | Total                          | 3 351 | 100,00 / 100,00 |       | 5 / 5      |         |
| Eleitorado/Participação | Eleitorado/Participação        | 5 010 | 66,89 / 100,00  | 5,88  |            |         |

### Castro Marim
| Partido                 | Partido                        | Votos | %               | +/-   | Vereadores | +/-     |
| ----------------------- | ------------------------------ | ----- | --------------- | ----- | ---------- | ------- |
|                         | Partido Social Democrata       | 2 195 | 49,52 / 100,00  | 12,54 | 3 / 5      | 1       |
|                         | Partido Socialista             | 1 951 | 44,01 / 100,00  | 9,26  | 2 / 5      | 1       |
|                         | Coligação Democrática Unitária | 89    | 2,01 / 100,00   | 2,09  | 0 / 5      | Estável |
|                         | Partido Popular                | 31    | 0,70 / 100,00   | 0,48  | 0 / 5      | Estável |
| Votos Inválidos         | Votos Inválidos                | 167   | 3,77 / 100,00   | 0,69  |            |         |
| Total                   | Total                          | 4 433 | 100,00 / 100,00 |       | 5 / 5      |         |
| Eleitorado/Participação | Eleitorado/Participação        | 6 011 | 73,75 / 100,00  | 1,94  |            |         |

### Faro
| Partido                 | Partido                           | Votos  | %               | +/-   | Vereadores | +/-     |
| ----------------------- | --------------------------------- | ------ | --------------- | ----- | ---------- | ------- |
|                         | Partido Socialista                | 11 222 | 46,72 / 100,00  | 13,86 | 4 / 7      | 1       |
|                         | Partido Social Democrata          | 6 865  | 28,58 / 100,00  | 2,50  | 2 / 7      | Estável |
|                         | Coligação Democrática Unitária    | 3 598  | 14,98 / 100,00  | 2,70  | 1 / 7      | Estável |
|                         | Partido Popular                   | 636    | 2,65 / 100,00   | 10,06 | 0 / 7      | 1       |
|                         | União Democrática Popular         | 233    | 0,97 / 100,00   | -     | 0 / 7      | -       |
|                         | Partido Socialista Revolucionário | 173    | 0,72 / 100,00   | Novo  | 0 / 7      | Novo    |
| Votos Inválidos         | Votos Inválidos                   | 1 294  | 5,39 / 100,00   | 1,43  |            |         |
| Total                   | Total                             | 24 021 | 100,00 / 100,00 |       | 7 / 7      |         |
| Eleitorado/Participação | Eleitorado/Participação           | 47 385 | 50,69 / 100,00  | 6,52  |            |         |

### Lagoa
| Partido                 | Partido                        | Votos  | %               | +/-  | Vereadores | +/-     |
| ----------------------- | ------------------------------ | ------ | --------------- | ---- | ---------- | ------- |
|                         | Partido Social Democrata       | 4 664  | 47,00 / 100,00  | 2,95 | 4 / 7      | Estável |
|                         | Partido Socialista             | 4 060  | 40,91 / 100,00  | 5,99 | 3 / 7      | Estável |
|                         | Coligação Democrática Unitária | 752    | 7,58 / 100,00   | 0,43 | 0 / 7      | Estável |
|                         | Partido Popular                | 124    | 1,25 / 100,00   | 2,12 | 0 / 7      | Estável |
| Votos Inválidos         | Votos Inválidos                | 324    | 3,26 / 100,00   | 0,49 |            |         |
| Total                   | Total                          | 9 924  | 100,00 / 100,00 |      | 7 / 7      |         |
| Eleitorado/Participação | Eleitorado/Participação        | 15 337 | 64,71 / 100,00  | 2,47 |            |         |

### Lagos
| Partido                 | Partido                        | Votos  | %               | +/-  | Vereadores | +/-     |
| ----------------------- | ------------------------------ | ------ | --------------- | ---- | ---------- | ------- |
|                         | Partido Social Democrata       | 5 374  | 42,45 / 100,00  | 0,02 | 4 / 7      | 1       |
|                         | Partido Socialista             | 3 571  | 28,21 / 100,00  | 0,18 | 2 / 7      | Estável |
|                         | Coligação Democrática Unitária | 2 194  | 17,33 / 100,00  | 5,12 | 1 / 7      | 1       |
|                         | Partido Popular                | 991    | 7,83 / 100,00   | 4,53 | 0 / 7      | Estável |
| Votos Inválidos         | Votos Inválidos                | 530    | 4,18 / 100,00   | 0,40 |            |         |
| Total                   | Total                          | 12 660 | 100,00 / 100,00 |      | 7 / 7      |         |
| Eleitorado/Participação | Eleitorado/Participação        | 19 946 | 63,47 / 100,00  | 5,36 |            |         |

### Loulé
| Partido                 | Partido                        | Votos  | %               | +/-  | Vereadores | +/-     |
| ----------------------- | ------------------------------ | ------ | --------------- | ---- | ---------- | ------- |
|                         | Partido Socialista             | 15 218 | 52,82 / 100,00  | 3,92 | 4 / 7      | Estável |
|                         | Partido Social Democrata       | 11 508 | 39,94 / 100,00  | 0,02 | 3 / 7      | Estável |
|                         | Coligação Democrática Unitária | 689    | 2,39 / 100,00   | 0,56 | 0 / 7      | Estável |
|                         | Partido Popular                | 286    | 0,99 / 100,00   | 0,97 | 0 / 7      | Estável |
| Votos Inválidos         | Votos Inválidos                | 1 111  | 3,85 / 100,00   | 0,27 |            |         |
| Total                   | Total                          | 28 812 | 100,00 / 100,00 |      | 7 / 7      |         |
| Eleitorado/Participação | Eleitorado/Participação        | 47 141 | 61,12 / 100,00  | 3,46 |            |         |

### Monchique
| Partido                 | Partido                        | Votos | %               | +/-   | Vereadores | +/-     |
| ----------------------- | ------------------------------ | ----- | --------------- | ----- | ---------- | ------- |
|                         | Partido Socialista             | 2 927 | 61,02 / 100,00  | 9,27  | 4 / 5      | 1       |
|                         | Partido Social Democrata       | 1 130 | 23,56 / 100,00  | 17,78 | 1 / 5      | 1       |
|                         | Coligação Democrática Unitária | 442   | 9,21 / 100,00   | 6,68  | 0 / 5      | Estável |
|                         | Partido Popular                | 71    | 1,48 / 100,00   | 0,44  | 0 / 5      | Estável |
| Votos Inválidos         | Votos Inválidos                | 227   | 4,74 / 100,00   | 1,41  |            |         |
| Total                   | Total                          | 4 797 | 100,00 / 100,00 |       | 5 / 5      |         |
| Eleitorado/Participação | Eleitorado/Participação        | 7 096 | 67,60 / 100,00  | 5,67  |            |         |

### Olhão
| Partido                 | Partido                        | Votos  | %               | +/-  | Vereadores | +/-     |
| ----------------------- | ------------------------------ | ------ | --------------- | ---- | ---------- | ------- |
|                         | Partido Socialista             | 8 120  | 50,83 / 100,00  | 5,16 | 4 / 7      | Estável |
|                         | Partido Social Democrata       | 4 746  | 29,71 / 100,00  | 0,61 | 2 / 7      | Estável |
|                         | Coligação Democrática Unitária | 1 824  | 11,42 / 100,00  | 1,08 | 1 / 7      | Estável |
|                         | Partido Popular                | 557    | 3,49 / 100,00   | 3,98 | 0 / 7      | Estável |
| Votos Inválidos         | Votos Inválidos                | 728    | 4,56 / 100,00   | 0,52 |            |         |
| Total                   | Total                          | 15 975 | 100,00 / 100,00 |      | 7 / 7      |         |
| Eleitorado/Participação | Eleitorado/Participação        | 32 171 | 49,66 / 100,00  | 2,25 |            |         |

### Portimão
| Partido                 | Partido                        | Votos  | %               | +/-  | Vereadores | +/-     |
| ----------------------- | ------------------------------ | ------ | --------------- | ---- | ---------- | ------- |
|                         | Partido Socialista             | 10 295 | 47,08 / 100,00  | 3,20 | 4 / 7      | 1       |
|                         | Partido Social Democrata       | 7 229  | 33,06 / 100,00  | 1,53 | 3 / 7      | Estável |
|                         | Coligação Democrática Unitária | 2 361  | 10,80 / 100,00  | 0,96 | 0 / 7      | 1       |
|                         | Partido Popular                | 688    | 3,15 / 100,00   | 1,56 | 0 / 7      | Estável |
|                         | União Democrática Popular      | 308    | 1,41 / 100,00   | 0,31 | 0 / 7      | Estável |
| Votos Inválidos         | Votos Inválidos                | 986    | 4,51 / 100,00   | 1,16 |            |         |
| Total                   | Total                          | 21 867 | 100,00 / 100,00 |      | 7 / 7      |         |
| Eleitorado/Participação | Eleitorado/Participação        | 37 282 | 58,65 / 100,00  | 2,03 |            |         |

### São Brás de Alportel
| Partido                 | Partido                           | Votos | %               | +/-  | Vereadores | +/-     |
| ----------------------- | --------------------------------- | ----- | --------------- | ---- | ---------- | ------- |
|                         | Partido Socialista                | 2 517 | 54,75 / 100,00  | 2,88 | 3 / 5      | 1       |
|                         | Partido Social Democrata          | 1 353 | 29,43 / 100,00  | 3,19 | 2 / 5      | 1       |
|                         | Coligação Democrática Unitária    | 312   | 6,79 / 100,00   | 2,18 | 0 / 5      | Estável |
|                         | Partido da Solidariedade Nacional | 160   | 3,48 / 100,00   | 2,11 | 0 / 5      | Estável |
|                         | Partido Popular                   | 70    | 1,52 / 100,00   | 0,08 | 0 / 5      | Estável |
| Votos Inválidos         | Votos Inválidos                   | 185   | 4,03 / 100,00   | 0,46 |            |         |
| Total                   | Total                             | 4 597 | 100,00 / 100,00 |      | 5 / 5      |         |
| Eleitorado/Participação | Eleitorado/Participação           | 7 441 | 61,78 / 100,00  | 5,43 |            |         |

### Silves
| Partido                 | Partido                        | Votos  | %               | +/-  | Vereadores | +/-     |
| ----------------------- | ------------------------------ | ------ | --------------- | ---- | ---------- | ------- |
|                         | Partido Social Democrata       | 6 609  | 38,22 / 100,00  | 6,87 | 3 / 7      | 1       |
|                         | Coligação Democrática Unitária | 5 532  | 32,00 / 100,00  | 1,87 | 2 / 7      | 1       |
|                         | Partido Socialista             | 3 862  | 22,34 / 100,00  | 5,81 | 2 / 7      | Estável |
|                         | União Democrática Popular      | 352    | 2,04 / 100,00   | -    | 0 / 7      | -       |
|                         | Partido Popular                | 195    | 1,13 / 100,00   | 0,86 | 0 / 7      | Estável |
| Votos Inválidos         | Votos Inválidos                | 740    | 4,28 / 100,00   | 0,36 |            |         |
| Total                   | Total                          | 17 290 | 100,00 / 100,00 |      | 7 / 7      |         |
| Eleitorado/Participação | Eleitorado/Participação        | 28 135 | 61,45 / 100,00  | 3,86 |            |         |

### Tavira
| Partido                 | Partido                        | Votos  | %               | +/-   | Vereadores | +/-     |
| ----------------------- | ------------------------------ | ------ | --------------- | ----- | ---------- | ------- |
|                         | Partido Social Democrata       | 7 395  | 51,72 / 100,00  | 24,44 | 4 / 7      | 2       |
|                         | Partido Socialista             | 5 605  | 39,20 / 100,00  | 21,63 | 3 / 7      | 2       |
|                         | Coligação Democrática Unitária | 568    | 3,97 / 100,00   | 1,11  | 0 / 7      | Estável |
|                         | Partido Popular                | 180    | 1,26 / 100,00   | 1,21  | 0 / 7      | Estável |
| Votos Inválidos         | Votos Inválidos                | 550    | 3,85 / 100,00   | 0,49  |            |         |
| Total                   | Total                          | 14 298 | 100,00 / 100,00 |       | 7 / 7      |         |
| Eleitorado/Participação | Eleitorado/Participação        | 21 474 | 66,58 / 100,00  | 4,09  |            |         |

### Vila do Bispo
| Partido                 | Partido                        | Votos | %               | +/-   | Vereadores | +/-     |
| ----------------------- | ------------------------------ | ----- | --------------- | ----- | ---------- | ------- |
|                         | Partido Social Democrata       | 1 760 | 52,23 / 100,00  | 19,92 | 3 / 5      | 1       |
|                         | Partido Socialista             | 813   | 24,12 / 100,00  | 8,84  | 1 / 5      | 1       |
|                         | Coligação Democrática Unitária | 613   | 18,19 / 100,00  | 9,80  | 1 / 5      | Estável |
|                         | Partido Popular                | 41    | 1,22 / 100,00   | 1,71  | 0 / 5      | Estável |
| Votos Inválidos         | Votos Inválidos                | 143   | 4,24 / 100,00   | 0,43  |            |         |
| Total                   | Total                          | 3 370 | 100,00 / 100,00 |       | 5 / 5      |         |
| Eleitorado/Participação | Eleitorado/Participação        | 4 687 | 71,90 / 100,00  | 1,47  |            |         |

### Vila Real de Santo António
| Partido                 | Partido                        | Votos  | %               | +/-   | Vereadores | +/-     |
| ----------------------- | ------------------------------ | ------ | --------------- | ----- | ---------- | ------- |
|                         | Partido Socialista             | 4 347  | 44,09 / 100,00  | 7,72  | 4 / 7      | 1       |
|                         | Coligação Democrática Unitária | 4 233  | 42,93 / 100,00  | 6,37  | 3 / 7      | Estável |
|                         | Partido Social Democrata       | 896    | 9,09 / 100,00   | 13,74 | 0 / 7      | 1       |
|                         | Partido Popular                | 84     | 0,85 / 100,00   | 1,12  | 0 / 7      | Estável |
| Votos Inválidos         | Votos Inválidos                | 300    | 3,04 / 100,00   | 0,78  |            |         |
| Total                   | Total                          | 9 860  | 100,00 / 100,00 |       | 7 / 7      |         |
| Eleitorado/Participação | Eleitorado/Participação        | 15 086 | 65,36 / 100,00  | 6,08  |            |         |